# Andrés Mack
Andrew Arthur Mack, ispanizzato in Andrés Arturo Mack (Canberra, 1876 – Vicente López, 6 ottobre 1936), è stato un calciatore australiano naturalizzato argentino, di ruolo centrocampista.

## Biografia
Giunse in Argentina nel 1894 dopo aver ricevuto il Bachelor of Arts a Cambridge. Lavorò poi come professore di matematica alla Buenos Aires English High School.

## Caratteristiche tecniche
Centrocampista, giocò spesso come centromediano.

## Carriera

### Club
Nel 1894 debuttò con la maglia del Buenos Aires English High School. Nel 1898 giocò con il Lobos Athletic, raggiungendo la finale della Copa Campeonato, poi persa con il Lomas Athletic. In tale occasione giocò come centromediano. Nel 1899 tornò all'Alumni, di cui divenne capitano: gli fu assegnata la fascia nel 1899, ed egli la mantenne sino al 1902, anno in cui la cedette a Jorge Brown. Nel 1911, con lo scioglimento dell'Alumni, lasciò il calcio.

### Nazionale
Giocò una sola gara con la Nazionale argentina: il primo incontro in assoluto della storia della selezione bianco-azzurra, tenutosi il 16 maggio 1901 contro l'Uruguay. Questa partita non è però considerata ufficiale.

## Palmarès

### Club

#### Competizioni nazionali
- Copa Campeonato: 10

Alumni: 1900, 1902, 1903, 1905, 1906, 1907, 1909, 1910, 1911
- Copa de Honor Municipalidad de Buenos Aires: 2

1905, 1906
- Copa de Competencia Jockey Club: 3

Alumni: 1907, 1908, 1909

#### Competizioni internazionali
- Copa de Honor Cousenier: 1

Alumni: 1906
- Tie Cup: 5

Alumni: 1903, 1906, 1907, 1908, 1909